# Aventuras y desventuras de un italiano emigrado
Aventuras y desventuras de un italiano emigrado (título original Pane e cioccolata) es una película italiana de comedia dramática estrenada en 1974 y dirigida por Franco Brusati. Está protagonizada por Nino Manfredi y tiene por tema la emigración italiana en Suiza. Considerada una de las mejores películas de Manfredi, gracias al guion y a la dirección de Brusati, armoniza a la perfección drama y humor. La película, que obtuvo varios premios cinematográficos, fue incluida entre los 100 film italiani da salvare.

## Sinopsis
Igual que otros muchos europeos del sur de la década de 1960, Nino Garofalo es un "gastarbeiter", un emigrante italiano que trabaja de camarero en Suiza. De manera absurda, pierde el permiso de trabajo cuando lo sorprenden orinando en la  calle, de forma que empieza a llevar una vida clandestina en Suiza. Al principio, es apoyado por Elena, una refugiada política griega. Después se hace amigo de un industrial italiano, trasladado a Suiza por problemas financieros. Pero el empresario se suicida y dilapida sus pocos ahorros. Nino se ve obligado a encontrar refugio con un grupo de napolitanos que viven en una especie de gallinero. Tras ver a un grupo de jóvenes suizas rubias bañándose en el río, decide teñirse los cabellos y dejarse pasar por un local. Pero en un bar, mientras retransmiten un partido de la Selección de fútbol de Italia Nino se descubre cuando Fabio Capello marca un gol. De manera sorpresiva, es detenido y llevado a una estación para su expulsión del país. Allí se reencuentra con Elena, que quiere darle un permiso renovado, pero él se niega. Se embarca en un tren y se encuentra en una cabina llena de "gastarbeiter" italianos que regresan. En medio de las canciones de "sol" y "mar", se le ve pensativo de nuevo. Baja en la primera parada: es mejor una vida como inmigrante ilegal que una vida de miseria.

## Reparto
- Nino Manfredi - Nino Garofalo
- Johnny Dorelli - Empresario italiano
- Anna Karina - Elena
- Paolo Turco - Gianni
- Ugo D'Alessio - Anciano
- Tano Cimarosa - Giacomo
- Gianfranco Barra - El turco
- Giorgio Cerioni - Inspector de policía
- Francesco De Adda - Rudiger
- Geoffrey Copleston - Boegli
- Federico Scrobogna - Grigory
- Max Delys - Renzo
- Umberto Raho - Maitre
- Nelide Giammarco - Rubia
- Manfred Freyberger - Deportista

## Reconocimientos
- 1974 - Premio David de Donatello[4]
  - Mejor película
  - Mejor actor protagonista a Nino Manfredi
  - David Europeo a Franco Brusati
- 1974 - 24.º Festival Internacional de Cine de Berlín[5]
  - Premio OCIC a Franco Brusati
  - Oso de Plata a Franco Brusati
  - Nominación Oso de Oro a Franco Brusati
- 1974 - Grolla de oro[4]
  - Mejor actor a Nino Manfredi
- 1975 - Nastro d'argento[4]
  - Mejor argumento a Franco Brusati
- 1978 - Premios César[4]
  - Nominación Mejor película extranjera a Franco Brusati
- 1978 - Kansas City Film Critics Circle Awards[4]
  - Mejor película extranjera
- 1978 - National Board of Review[4]
  - Mejor película extranjera
- 1978 - Premios del Círculo de Críticos de Cine de Nueva York[4]
  - Mejor película en lengua extranjera (Italia)
  - (Segundo lugar) Mejor guion a Franco Brusati